# 林国强 (1943年)
林国强（1943年3月7日—），男，福建福清人，中国有机化学家，长期从事昆虫激素和昆虫信息素、不对称合成，手性天然产物的结构与合成研究、氧化还原酶与羟腈化酶生物催化等方面的研究。中国科学院院士及中科院上海有机化学研究所有机化学研究员。

## 生平
林国强祖籍福清，1943年3月7日出生在上海。1959年至1964年，林国强就读于上海科学技术大学化学系。1964年在中国科学院上海有机化学研究所攻读研究生，导师为周维善院士。1981年，在瑞典皇家工学院作为访问学者。
1993年至1999年，任中国科学院上海有机化学研究所所长。1991年至1992年，任上海科学技术大学系主任。1998年至2001年，任国际纯粹与应用化学协会化学部理事。2001年当选为中国科学院院士。2005年受聘复旦大学。2006年，林国强任中国国家自然科学基金委员会化学部主任。